# Anna-Maria Ravnopolska-Dean
Anna-Maria Ravnopolska-Dean este o harpistă bulgară. Elevă a Liana Pasquali (Conservatorul din București) Susann McDonald (University, Indiana, Blomington). Debutează în 1992 la Carnegie Hall.

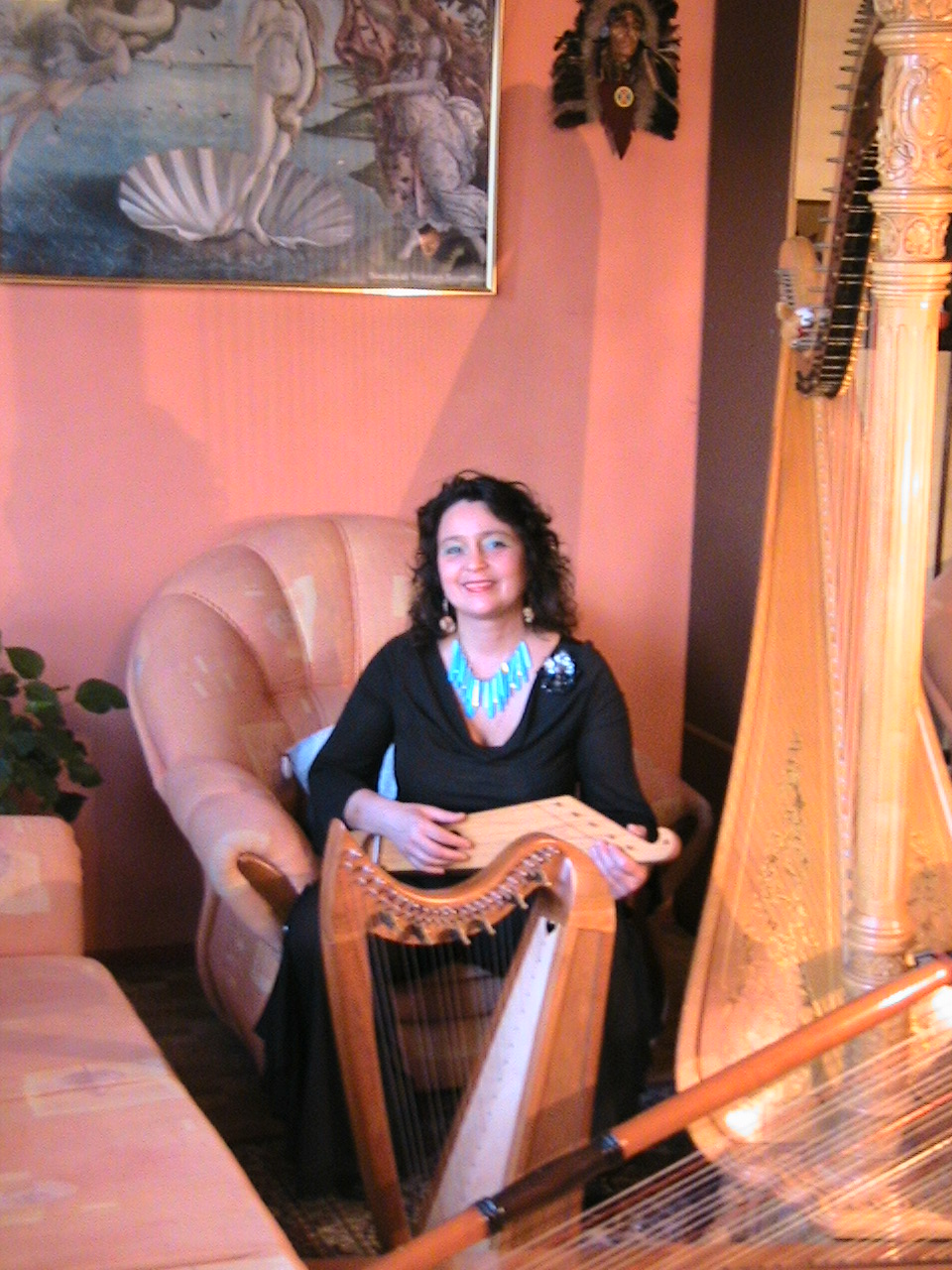

## Discografie
- Bulgarian Harp Favorites, Arpa d’oro, CD 2003
- Legende: French Music for Harp, Gega compact disc, 1999
- Harpist at the Opera (honoring the Donizetti bicentennial), Arpa d'oro CD, 1997
- Harps of the Americas (Paraguayan and pedal harps), Arpa d'oro CD, 1996
- Erich Schubert Pop Harp Festival, Gega CD, 1994
- A Harpist's Invitation to the Dance, Gega CD, 1992